# Coronation Street: Out of Africa
Coronation Street: Out of Africa es una película producida entre Sudáfrica y el Reino Unido dirigida por Duncan Foster que continúa con la historia contada en la serie de televisión británica Coronation Street. Fue estrenada en noviembre de 2008 y contó con las actuaciones de Wendi Peters, Jennie McAlpine, Sam Aston, Andrew Whyment, Michelle Keegan y Kate Normington.

## Reparto
| Actor                 | Personaje               |
| --------------------- | ----------------------- |
| Wendi Peters          | Cilla Battersby-Brown   |
| Jennie McAlpine       | Fiz Brown               |
| Sam Aston             | Chesney Battersby-Brown |
| Andrew Whyment        | Kirk Sutherland         |
| Katherine Kelly       | Becky Granger           |
| Michelle Keegan       | Tina McIntyre           |
| Brooke Vincent        | Sophie Webster          |
| Momelezi V. Ntshiba   | Lesedi "Les" Mushapamwe |
| Tim Plewman           | Alfie Vlok              |
| Sibusiso Mamba        | Rick                    |
| Kate Normington       | Pamela Teal             |
| Langley Kirkwood      | Ed Teal                 |
| Lise Marie Richardson | Ellie Teal              |
| Theo Landey           | Alex                    |
| John Lata             | Eric                    |